# Коронавірусна хвороба 2019 на Маршаллових Островах
Епідемія коронавірусної хвороби 2019 на Маршаллових Островах — це поширення пандемії коронавірусної хвороби 2019 на територію Маршаллових Островів. Перший випадок хвороби в країні зареєстрований 28 жовтня 2020 року, але випадки хвороби реєструвалися виключно серед прибулих на карантині (не поширювався всередині країни) до серпня 2022 року. Перші відомі випадки передачі COVID-19 серед населення було підтверджено в Маджуро 8 серпня 2022 року, після чого завершився статус країни без COVID. Перша підтверджена смерть від COVID-19 на Маршаллових Островах сталася 11 серпня 2022 року. Маршаллові Острови стали першою країною в Океанії, в якій вже в грудні 2020 року розпочалась вакцинація проти COVID-19.

## Хронологія
Перші випадки хвороби в країні зареєстровані 28 жовтня 2020 року у 2 військовослужбовців гарнізону армії США, які входили до групи 300 репатрійованих жителів Маршаллових Островів з-за кордону. У цих двох хворих, чоловіка і жінки, які прибули на авіабазу США на атолі Кваджалейн, тест на коронавірус, проведений на Гавайських островах за тиждень до їх прибуття на батьківщину був негативним. Комітет з питань надзвичайних ситуацій Маршаллових Островів заявив, що не було загрози місцевої передачі вірусу, і що локдаун у країні найближчим часом не буде запроваджуватися.
29 грудня 2020 року Маршаллові Острови стали першою країною в Тихоокеанському регіоні, яка розпочала щеплення проти COVID-19. Група високопоставлених керівників міністерства охорони здоров'я разом із лікарями та медсестрами першими отримали щеплення вакцинами, наданими урядом США. До 13 квітня 2021 року Маршаллові Острови досягли майже 75 % рівня вакцинації першою дозою вакцини серед дорослого населення у найбільших містах країни. Після завершення вакцинації у містах міністерство охорони здоров'я та соціальних служб планує розподілити вакцини «Moderna» та Johnson & Johnson до найвіддаленіших островів країни для вакцинації решти населення. США надали Маршалловим Островам 20 тисяч доз вакцин як пожертву, і їх має вистачити для охоплення вакцинацією всього населення островів.
У серпні 2022 року відбувася перший спалах коронавірусної хвороби на Маршаллових островах.